# 独臂双雄
《独臂双雄》（英語：The One Armed Swordsmen）是1976年上映的一部电影，由王羽、姜大卫联合执导兼主演，古龙编剧。该电影主要讲述两个独臂侠客所发生的事情。

## 劇情簡介
两个独臂侠客虽说最初为对手，但是由于他们遇到了一个案件，于是他们决定合作……

## 演员
- 姜大卫
- 王羽
- 罗烈
- 张翼
- 初本科
- 刘梦燕
- 韩英杰
- 龙飞
- 葛小宝
- 谷音
- 洪化郎
- 柯受良
- 洪流

## 備註
1. ↑  林奕華. . 2014年.
2. ↑  李道新. . 2005年.
3. ↑  张骏祥, 程季华. . 1995年.
4. ↑  魏君子. . 2019年.
5. ↑  张骏祥, 程季华. . 2006年.

## 相關連結
- 互联网电影数据库（IMDb）上《独臂双雄》的资料（英文）
- 豆瓣电影上《独臂双雄》的資料 （简体中文）
- 香港影庫上《独臂双雄》的資料（繁體中文）